# Jajo polilecytalne
Jajo polilecytalne, bogatożółtkowe – komórka jajowa posiadająca dużą ilość materiału zapasowego – żółtka. Podziałom w procesie bruzdkowania ulega tylko część nie zajęta przez żółtko. Przykładem są jaja stawonogów, ryb, ptaków, gadów i stekowców.